# لواء (مصطلح)
لواء هو مصطلح عربي بمعنى العلم أو الراية. طورت الكلمة معاني أخرى مختلفة باللغة العربية:
- لافتة، من جميع النواحي (العلم، لافتة الإعلانات، لافتة الدعاية الانتخابية، إلخ.) [1]
- منطقة.[2]
- مستوى من الوحدة العسكرية مع راية خاصة به.[3]
- ضابط يقود عددًا من وحدات اللواء.[4]

تم استخدام لواء بالتبادل مع المصطلح التركي «سنجق» في زمن الدولة العثمانية، وبعد سقوطها استخدم المصطلح في البلدان العربية التي كانت في السابق تحت الحكم العثماني. تم استبداله تدريجيًا بمصطلحات أخرى مثل القضاء والمنطقة وأصبح الآن غير مستخدم. يستخدم فقط من حين لآخر في سوريا للإشارة إلى مقاطعة هاتاي، التي تم التنازل عنها بموجب الانتداب الفرنسي على سوريا لتركيا في عام 1939، التي كانت تُعرف باسم لواء إسكندرون.